# Мокре (Дембицький повіт)
Мокре (пол. Mokre) — село в Польщі, у гміні Жиракув Дембицького повіту Підкарпатського воєводства.
Населення — 619 осіб (2011).
У 1975-1998 роках село належало до Тарновського воєводства.

## Демографія
Демографічна структура станом на 31 березня 2011 року:
|          | Загалом | Допрацездатний вік | Працездатний вік | Постпрацездатний вік |
| -------- | ------- | ------------------ | ---------------- | -------------------- |
| Чоловіки | 322     | 89                 | 202              | 31                   |
| Жінки    | 297     | 64                 | 166              | 67                   |
| Разом    | 619     | 153                | 368              | 98                   |